# 히가시스마역
히가시스마역(일본어: 東須磨駅, ひがしすまえき)은 일본 효고현 고베시 스마구에 있는 산요 전기철도 본선의 역이다. 역 번호는 SY 03이다.
한신 본선에서 직통하여 들어온 일부 열차는 본 역에서 회송된다. 또한, 아카시・히메지 방면에서 산요스마 역 발착의 열차도 본 역까지 회송되고 바로 산요스마 역에서 다시 영업 운전으로 돌아온다. 차고소재역인 관계로 본 역을 시발 또는 종착으로 열차가 설정되어 있다.

## 역사
- 1910년 3월 15일: 효고 전기궤도가 효고(후, 전철 효고) ~ 스마(현, 산요스마) 구간이 개통했을 때 오테역으로 영업 개시.
- 1917년 4월 12일: 본 역과 이타야도 역 사이에 새로 오테 역이 개업하고 본 역은 스마히가시구치 역으로 역명 변경.
- 1927년 4월 1일: 우지가와 전기에 의한 합병으로 본 회사의 역이 됨.
- 1933년 6월 6일: 우지가와 전기철도 부문이 분리되어 산요 전기철도의 역이 됨.
- 1944년 4월 1일: 히가시스마역으로 역명 변경.
- 1960년: 하행 승강장을 100m 동쪽으로 이전.
- 1968년 3월 27일: 교상역쪽에 회차선이 설치됨.
- 1978년 7월 1일: 차고 기능이 니시다이 역에서 본 역으로 이전됨.
- 1995년
  - 1월 17일: 한신・아와지 대지진으로 산요 전철 본선이 불통이 되어, 본 역도 한때 영업 중지.
  - 2월 21일: 당역 ~ 스마데라 구간 재개에 따라 영업 재개.
  - 3월 24일: 이타야도 역의 지하역사화로 이타야도 역 방면의 운행 재개.
- 2006년 10월 28일: 한신의 준급행 열차 산요 전철 선 연결 운행 중지로 한신의 보통 전차의 운행 구간이 히가시스마까지 연장됨.
- 2009년 3월 20일: 다이아 개정으로 일부 직통 특급의 정차역이 되고 동시에 한신 급행과 보통 전철의 산요 전철 선 연결 운행 중지.
- 2014년 9월: 역장실을 제외하고 조 명등을 LED조명으로 교체.
- 2016년 3월 19일: 다이아 개정으로 직통 특급 전 편성 통과.

## 역 구조
섬식 승강장 2면 4선의 교상역이다. 개찰구는 1곳만 존재한다. 쓰키미야마 역 방향에 히가시스마 차고가 있다.

### 승강장
| 1・2 | ■ 본선(하행) | 아카시・히메지・아보시 방면 |
| 3・4 | ■ 본선(상행) | 고베산노미야・오사카 방면   |

## 역 주변
- 스마리큐 공원
- 니시쿠라쿠지
- 히가시스마 공원
- 묘호지 강
  - 묘호지가와 공원
- 효고 현 스마 경찰서
- 고베 시립 도비마쓰 중학교
- 고베 시립 히가시스마 초등학교

## 인접역
| 산요 전기철도 ■ 본선                 | 산요 전기철도 ■ 본선 | 산요 전기철도 ■ 본선             |
| ------------------------------------ | -------------------- | -------------------------------- |
| SY 02 이타야도 우메다・니시다이 방면 | ■ 특급 ■ 보통        | 쓰키미야마 SY 04 산요히메지 방면 |